# 石川県道234号函屋酒井線
石川県道234号函屋酒井線（いしかわけんどう234ごう はこやさかいせん）とは、石川県羽咋郡志賀町と同県羽咋市とを結ぶ一般県道（石川県道）である。

## 概要
- 起点：石川県羽咋郡志賀町上棚エ20番2地先（＝樋下橋南詰、石川県道233号羽咋田鶴浜線交点）
- 終点：石川県羽咋市酒井町な1番1地先（＝酒井交差点、国道159号交点）

眉丈山直下を越え、邑知地溝帯を縦断する。
古くから眉丈山を越える峠道は「金丸村径路」と呼ばれ、大念寺新（現在の羽咋郡志賀町高浜町）から於古川に沿って、末吉、米浜、舘、二所宮、上棚を経て、函屋から金丸へと通じるルートで、羽咋郡北部の中心地の1つである高浜とその周辺の中山間地域の集落、そして後述の西往来（田鶴浜往来とも。現在の石川県道2号七尾羽咋線など）と水運による往来のあった邑知潟に波止場を設け、交通の結節点だった金丸とを結んでいた。眉丈山系を越える道路としては西寄りであり、羽咋広域農道と石川県道251号志賀鹿西線との間にある。
一方で、邑知地溝帯を横断する道路沿いはかつての西往来であり、酒井で東往来（現在の国道159号）と分岐して、大町、金丸新といった邑知潟東部の集落を結んで金丸に入り、田鶴浜へ至るルートであった。邑知地溝帯を横断する道路としては、石川県道232号若部千里浜インター線や羽咋広域農道と石川県道304号鹿西氷見線との間に位置する。当県道は、これら2つの道路を併せたものである。

## 現況
起点からすぐ、峠道となっている。能登有料道路のボックスカルバートを過ぎると、幅員狭小となる。両側2車線（片側1車線）で整備されている箇所もあるが、大半の区間は1車線から1.5車線程度のすれ違いが困難な区間が続く。中能登町に入ると、待避所はほとんど整備されていない上、スギ林の中、見通しの悪い急カーブと急勾配の坂道が連続した峠道となっている。麓の中能登町金丸の集落内も狭小である。西往来に入ると、西往来と重複している区間を含め、終点まで両側2車線（片側1車線）の平坦な車道となっている。
歩道は西往来との重複区間である金丸駅口交差点から宮地交差点までの間と、宮地交差点から酒井方向へ約100mの間、長曽川新橋南詰にある下曽祢町バス停から終点の酒井交差点までの各区間にそれぞれ車道の片側に設置されている。中能登町金丸地内の135mと、羽咋市酒井町の酒井交差点の北300mから終点にかけては、地下水を水源とする消雪パイプがそれぞれ設置されている。その他の区間は除雪車などによる除雪が行われるが、函屋から金丸にかけての峠道は交通量が著しく少ないことなどから除雪されず、冬期閉鎖される。
沿道には、当県道を標す各種案内標識や看板が設置されている。県道番号標識は宮地交差点と酒井交差点との区間に立てられている。また、道路管理者である「石川県」の標示や県道番号が入ったデリニエーターも随所に設置されている。当県道と交差する主要道路の交差点手前にも当県道を標す「方面および方向」の案内標識（石川県道233号羽咋田鶴浜線との交差点付近には105-B、宮地および酒井の各交差点の付近には108の2-A）や都道府県道番号（一般都道府県道）の案内標識（118の2-B、118の2-C）が立てられ、当県道の県道番号234号がそれぞれ標示されている。ただし、金丸集落内の区間には全く設置されておらず、道路地図やカーナビゲーションシステムに表されているルートも、発行先によって異なっている。石川県発行の県道関係資料などで意識しない限りは、他の町道と見分けがつきにくい。

## 歴史
- 1908年（明治41年）：県からの補助金1,500円を得て「金丸停車場上棚道路」の建設着工。
- 1909年（明治42年）：この年も工事を行うものの、金丸村立金丸小学校（のちの鹿西町立金丸小学校、現在の中能登町立鹿西小学校）新築工事などで財政難となり、これ以降は建設中断。
- 1920年（大正9年）：上棚道路が県道に昇格し「金丸停車場函屋線」として路線認定。
- 1928年（昭和3年）：「金丸停車場函屋線」の道路改修について金丸村議会で協議、県や関係自治体の長らが現地調査を実施。
- 1934年（昭和9年）1月18日：金丸村議会で石川県会議員の山辺直次郎（のちの金丸村長）に一任し、地元負担金を全額同氏が負担する申し出で決着し、改修工事再開。
- 1938年（昭和15年）：金丸 - 函屋間竣工。
- 1960年（昭和35年）10月15日：道路法（昭和27年法律第180号）第10条第1項の規定に基づき「金丸停車場函屋線」（整理番号217）および「金丸停車場酒井線」（整理番号155）を廃止[1]。同時に道路法（昭和27年法律第180号）第7条の規定に基づき、現在の路線名で路線認定[2]。
- 1977年（昭和52年）：宮地交差点 - 酒井交差点間に新道（現道）が開通。県道の区間が金丸駅口交差点 - 高畠踏切 - 長曽大橋 - 羽咋市立余喜小学校 - 酒井のルートから現在のルートに変わる。

## 接続道路
- 石川県道233号羽咋田鶴浜線（羽咋郡志賀町上棚：起点）
- 石川県道2号七尾羽咋線（鹿島郡中能登町金丸）
- 石川県道240号金丸金丸停車場線（石川県道2号七尾羽咋線重複）（中能登町金丸・金丸駅口交差点）
- 石川県道2号七尾羽咋線（中能登町金丸・宮地交差点）
- 国道159号（羽咋市酒井町・酒井交差点：終点）

## 重複区間
- 石川県道2号七尾羽咋線（鹿島郡中能登町金丸・金丸駅口交差点 - 同町金丸・宮地交差点）

## 冬期閉鎖区間
- 羽咋郡志賀町上棚（函屋） - 鹿島郡中能登町金丸（正部谷） 5.0km
  - 概ね12月中旬から翌年3月下旬まで閉鎖される。函屋並びに正部谷にある、当県道と接する集落末端の民家の先から実質的な冬期閉鎖区間となる。常設のゲートはなく、閉鎖期間中に通行止めの道路標識がついたトラ板つきのバリケードと、管理者である羽咋土木事務所設置の看板が各々の末端部に設置される。
  - 中能登町金丸の峠道入口には道路情報掲示板のC型（板式のもの）が設置されている。

## 通過する自治体
- 石川県
  - 羽咋郡志賀町 - 鹿島郡中能登町 - 羽咋市

## バス路線
- 羽咋市内循環バス「るんるんバス」（余喜・鹿島路・越路野コース：宮地交差点 - 下曽祢町 - JA邑知支店前）

## 周辺
- 於古川
- のと里山海道 上棚矢駄インターチェンジ
- 眉丈山
- NHK羽咋テレビ中継放送所、北陸放送テレビジョン羽咋放送局、石川テレビ放送羽咋放送局（アナログ放送・共用）
  - 石川民放四社 羽咋デジタルテレビジョン中継局（地上デジタル放送・共用） - 上記のアナログ放送中継局と同一の敷地内にある
- テレビ金沢羽咋テレビ中継放送局、北陸朝日放送羽咋テレビ中継放送局（アナログ放送・共用）
- JR七尾線 金丸駅
- 金丸郵便局
- 長曽川
- 邑知潟
  - 邑知潟干拓地
- 余喜簡易郵便局
- 羽咋市立余喜小学校
- JAはくい 邑知支店
- 創和テキスタイル 本社・羽咋工場
- 永光寺